# Esteban Lecapeno
Esteban Lecapeno (en griego: Στέφανος Λακαπηνός, ¿? - 18 de abril de 963) fue el segundo hijo del emperador bizantino Romano I y coemperador de 924 a 945. Junto con su hermano Constantino depuso a Romano en diciembre de 944 y lo envió al exilio; unas semanas más tarde, ellos mismos fueron derrocados y exiliados por Constantino VII, el emperador legítimo. Esteban vivió exiliado en la isla de Lesbos, donde murió en Pascua de 963.